# Adrian Gunnell
Adrian Gunnell (ur. 24 sierpnia 1972) – angielski snookerzysta.
Największym dotychczasowym osiągnięciem w karierze Gunnella było osiągnięcie najlepszej szesnastki w dwóch turniejach rankingowych: Thailand Masters 2001 oraz China Open 2005.

## Kariera
Podczas meczu treningowego z przyjacielem Ianem Duffym w klubie w Telford wbił trzy brejki maksymalne w czterech kolejnych frejmach. Jest jedynym graczem na świecie, któremu udał się ten wyczyn.
Po sezonie 2008/2009 sklasyfikowany na 42. miejscu w rankingu oficjalnym.